# Fritz Frey (Heimatforscher)

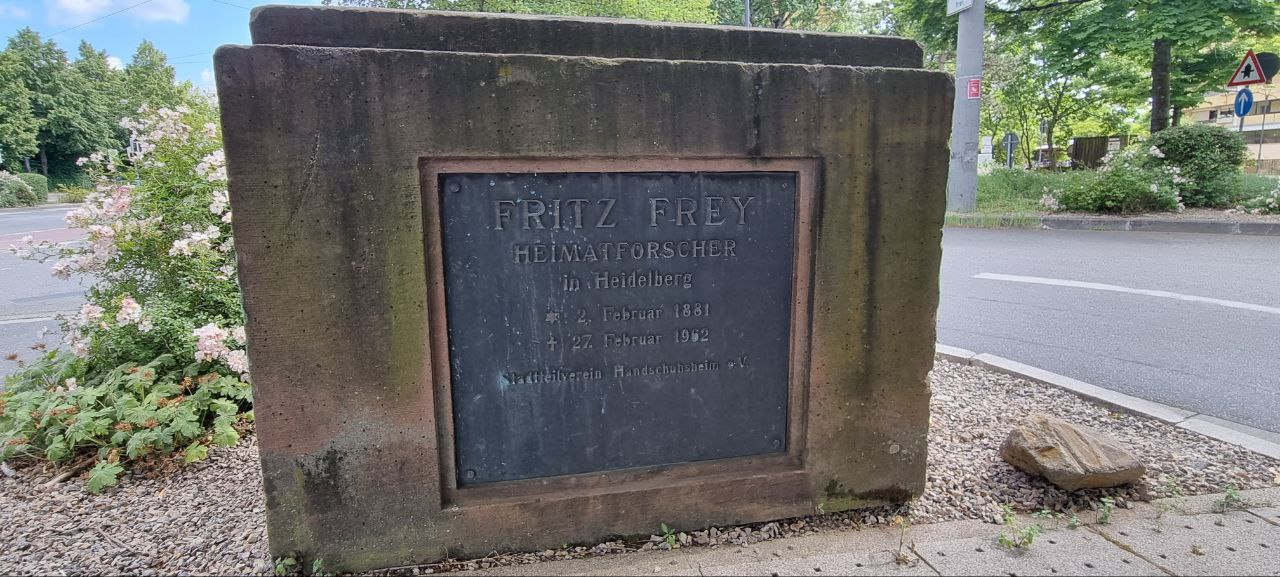
Gedenkstein an der Fritz-Frey-Straße in Heidelberg-Handschuhsheim.

Fritz Frey (* 2. Februar 1881 in Handschuhsheim; † 27. Februar 1962) war ein deutscher Lehrer und Heimatkundler. 

## Leben
Als Sohn eines Bäckermeisters besuchte Frey Schulen in Handschuhsheim und Heidelberg, danach das Präparandeninstitut in Tauberbischofsheim und das Lehrerseminar in Ettlingen. Nach einer Zeit als Volksschulkandidat und zweiter Dienstprüfung war er ab 1910 Hauptlehrer. 1931 wurde er  Rektor der Handschuhsheimer Volksschule. 1945 wurde er zum Stadtschulrat von Heidelberg ernannt. 1949 trat er in den Ruhestand.
Neben seiner beruflichen Tätigkeit widmete sich Frey vor allem der Heimatkunde. 1919 setzte er sich dafür ein, dass die Tradition des Lindentanzes wiederaufgenommen wurde. Er verfasste zahlreiche volkstümliche Heimatspiele mit Handschuhsheimer Inhalten, darunter Hendesse, Diether von Handschuhsheim, Die Leitze-Mühl, Tante Felix und Carl Rottmann. Frey förderte den Jugendherbergsgedanken und gründete die Jugendherbergen in der Tiefburg (Handschuhsheim) und im Schlösschen (Handschuhsheim). Er engagierte sich in zahlreichen Vereinen. Kurz nach dem 81. Geburtstag gestorben, wurde auf dem Friedhof Handschuhsheim beigesetzt.

## Ehrungen
- Bundesverdienstkreuz am Bande (23. Februar 1956)[1]
- Ehrenvorsitzender der Badischen Heimat
- Ehrenvorsitzender und Ehrendirigent im TSV Handschuhsheim
- Ehrenmitglied des Stadtteilvereins Handschuhsheim
- Ehrenvorsitzender des Lehrerinnen- und Lehrer-Turnvereins
- Ehrenmitglied des Deutschen Jugendherbergswerks.
- Fritz-Frey-Straße und Gedenkstein in Handschuhsheim

## Werke
- Carl Rottmann: Heimatspiel in 3 Akten. (ca. 1960)
- Tante Felix. Heimatspiel in 3 Akten. (1959)
- Die Leitze-Mühl! Heimatspiel mit Gesang in 3 Akten. (1954)
- Aus der Geschichte des Erziehungswesens in Heidelberg. (1954)
- Die Flurnamen von Handschuhsheim. (1944)
- Heimatkunde von Heidelberg und Umgebung. (1940)
- Diether von Handschuhsheim. Ein Burgspiel. (1934)
- Hendesse. Heimatliches Festspiel für die Volksbühne: (1918)